# Капітан Марвел (фільм)
«Капіта́н Ма́рвел» (англ. Captain Marvel) — американський супергеройський фільм про Керол Денверс, персонажку коміксів видавництва Marvel Comics, спродюсований Marvel Studios з Walt Disney Studios Motion Pictures як дистриб'ютор, і двадцять перша стрічка в рамках Кіновсесвіту Marvel (КВМ). Фільм написаний і знятий Анною Боден і Раяном Флеком, тоді як Женева Робертсон-Дворет і Жак Шеффер також виступили співавторами сценарію. Брі Ларсон грає роль Денверс, наряду з Семюелем Л. Джексоном, Беном Мендельсоном, Джимон Гонсу, Лі Пейс, Лашана Лінч, Джемма Чан, Аннетт Бенінг, Кларком Греггом і Джудом Лоу. Історія, дії якої відбуваються в 1995, розповідає про Денверс, яка стає Капітаном Марвел після того, як Земля опиняється в центрі галактичного конфлікту між двома інопланетними світами.
Виробництво фільму розпочалася ще в травні 2013, а в жовтні 2014 він був оголошений офіційно, що зробило його першим супергеройським жіночим сольним фільмом Marvel Studios. Ніколь Перлман і Мег Лефов були найняті як письменницька команда у квітні наступного року після представлення своїх роздільних бачень персонажу. Історія запозичує елементи з сюжетної арки Роя Томаса «Війна кріі та скруллів» (1971). Ларсон була оголошена у ролі Денверс на фестивалі San Diego Comic-Con у 2016, а Боден і Флек зайняли режисерське крісло у квітні 2017. Робертсон-Дворет незабаром зайнялася написанням сценарію і на початку фільмування було додано решту складу. Натурне знімання розпочали в січні 2018, тоді як основне знімання розпочали в березні у Каліфорнії та завершили в липні 2018 у Луїзіані. Джексон і Грегг — які, разом з іншими, повторюють свої ролі з попередніх фільмів КВМ — були «омолоджені» за допомогою комп'ютерної графіки на стадії постпродукції.
Світова прем'єра «Капітану Марвел» відбулася у Лондоні 27 лютого 2019, тоді як в Україні — 7 березня 2019, в IMAX і 3D.

## Сюжет

### Присвята
Замість традиційної заставки Кіновсесвіту Marvel йде заставка зі всіма камео Стена Лі у Кіновсесвіті Marvel, а потім іде напис «Дякую, Стен». Це пов'язано з тим що на момент виробництва фільму помер Легендарний Стен Лі — батько і творець коміксів та Кіновсесвіту Marvel.

### Дія
У 1995, на планеті Гала, столиці Імперії Кріанців, член Зоряних Сил Верс страждає від нав'язливих кошмарів за участю невідомої літньої жінки. Йон-Роґґ, її наставник і командир, навчає Верс контролювати свої здібності з генерування енергії, котрими її наділив правитель Кріанців Абсолютний інтелект. Йон-Роґґ вважає, що емоції не дають Верс опанувати здібностями сповна. Абсолютний Інтелект застерігає, що може забрати їх, якщо Верс не виправдає сподівань, і відправляє з загоном на відповідальну місію.
Кріанці ведуть давню війну зі скруллами — цивілізацією, здатною змінювати свою зовнішність, що знищує численні планети. Під час місії з порятунку таємного оперативника Кріанців, який проник в групу скруллів, загін потрапляє в засідку і Верс беруть у полон. Командир скруллів Талос зондує її пам'ять, в ході чого Верс пригадує як була на невідомій планеті (Землі, яку скрулли й кріанці називають С-53) й бачила ту саму жінку зі снів. Завдяки своїм суперсилам їй вдається вирватися і втекти, але скоро вона розуміє, що знаходиться на космічному кораблі. Верс ненавмисно створює пробоїну, корабель вибухає, але сама Верс і група скруллів рятуються в капсулах та падають в Лос-Анджелесі. Скрулли, замаскувавшись під людей, вирушають на пошуки втікачки, котра намагається зв'язатися зі своїм загоном. Не підозрюючи, що на Землі не знають про Зоряні сили, вона тим самими видає себе.
Поліціянт, з якими розмовляла Верс, викликає Ніка Ф'юрі та Філа Колсона, агентів Щ.И.Т.а. Коли ті намагаються заарештувати Верс, її атакують скрулли, тож вона тікає. Нік з агентами вирушає в погоню, не знаючи, що серед них є замаскований під Філа Колсона скрулл. Верс вдається добути ворожий кристал, що містить видобуті з її мозку спогади, та впізнає на записі бар, куди й вирушає. Коли з Ф'юрі по рації зв'язується Колсон, той здогадується, що Колсон біля нього самозванець та вбиває скрулла, проте Талос, замаскований під голову Щ. И.Т.а Келлера, переконує Ф'юрі зустрітися з Верс. Тим часом Верс викрадає мотоцикл та одяг та прибуває до бару, де її наздоганяє Нік. Повіривши її розповіді, що Землі загрожує вторгнення скруллів, Нік вирішує допомогти їй розшукати таємничу жінку з її спогадів. В цей час Зоряні Сили, отримавши сигнал від Верс, вирушають до Землі. Їх командир, Ронан Обвиновувач, обіцяє винищити скруллів на планеті (у випадку невдачі), піддавши її ракетному обстрілу.
Ф'юрі привозить Верс до сховища секретних матеріалів, де Верс з'ясовує, що була льотчицею Повітряних сил США. Та вона вважається загиблою при випробуванні надсвітлового рушія, розробленого доктором Венді Лоусон, в якій вона впізнає жінку з її снів. Із записів доктора Верс розуміє, що Лоусон була кріанкою. Вона вирішує знайти свою подругу, льотчицю Марію Рамбо. Не довіряючи Верс, Ф'юрі з допомогою пейджера викликає своїх агентів, але прониклий в їх ряди Талос переконує агентів, що Ф'юрі зрадник та наказує схопити його. Нік з Верс тікають від Талоса на вантажному літаку та прямують в Новий Орлеан, щоб зустрітися з Рамбо. На борту виявляється кіт Лоусон Гуся, з яким Нік здружується.
Вражена поверненням подруги, Марія розповідає, що її справжнє ім'я — Керол Денверс. Завдяки їй Керол пригадує, що впродовж життя її постійно запевняли нібито вона займається «не жіночими» справами, але щоразу вона досягала мети через свою сильну волю. Талос зі своїм поплічником пробирається в будинок Рамбо та запевняє, що єдиний може розкрити таємницю минулого Керол, оскільки має запис із чорної скриньки її літака. Та змушена погодитися, тоді Талос демонструє запис, на якому Лоусон диктує Денверс якісь координати. Талос пояснює — Лоусон розробляла надсвітловий рушій, щоб допомогти скруллам. З'ясовується, що насправді кріанці винищують скруллів, бо ті їм не підкорилися, але з рушієм ті можуть знайти новий дім. Ця розповідь спонукає Денверс згадати про аварію — під час польоту їхній літак збив Йог-Рогг аби заволодіти ядром рушія та використати його для остаточного розгрому скруллів. Лоусон наказала Денверс знищити ядро, перш ніж була вбита Йон-Роґґом, а Денверс знищила рушій і поглинула енергію вибуху, втративши при цьому пам'ять. Йон-Роґґ забрав її на Галу, щоб за нагоди відібрати її силу. Відрікшись від Зоряних Сил, Денверс просить доньку Марії, Моніку, обрати для її військової форми нове розфарбування, яким стає червоно-синє. Скрулли модифікують літак, щоб полетіти на орбіту Землі за названими Лоусон координатами. Там вони виявляють замаскований дослідницький корабель, де було сховано джерело енергії надсвітлового рушія — Тесеракт. На кораблі виявляються біженці скруллів, у тому числі дружина та син Талоса.
Зоряні Сили, однак, прибувають слідом, ув'язнюють скруллів, а Йон-Роґґ паралізує Керол з допомогою імплантату на її шиї. Скануючи Гусю, Йон-Роґґ визначає, що насправді це небезпечна іншопланетна тварина флеркен. Керол приєднують до Абсолютного Інтелекту, котрий намагається схилити Керол на свій бік, показуючи, що вона все життя програвала, а кріанці врятували її та зробили сильною. Керол натомість заперечує — після кожної поразки вона продовжувала йти до мети. Її сила волі пересилює контроль Абсолютного Інтелекту, Керол звільняється та опановує свої суперсили сповна. Генеруючи потужну енергію, вона розкидає кріанців та звільняє скруллів і Ф'юрі. Нік повертає Тесеракт, а Гуся, який справді виявився прибульцем з кишеньковим виміром всередині, проковтує його, але дряпає Нікові око. До Землі прибуває флот Ронана й готується спустошити планету ракетами. Денверс завдяки своїй силі летить на Землю без літака та знищує ракети, що змушує кріанців відступити, але Ронан, вражений її силою, планує ще повернутися. Йог-Рогг тікає на літака, та Марія збиває його. Денверс прилітає на місце падіння, де Йон-Роґґ кидає їй виклик на чесний двобій, але дівчина не пристає на його умови та нокаутує його фотонним зарядом. Вона відправляє свого колишнього командира назад на Галу з попередженням Абсолютному Інтелекту.
Денверс обіцяє скруллам знайти для них новий дім, адже тепер може самотужки перенести їх так само далеко, як надсвітловий рушій. Вона модифікує пейджер Ф'юрі, щоб той міг зв'язатися з нею у випадку надзвичайної ситуації. Згадуючи Мар-Вел, Нік каже, що краще звучить Марвел. Після цього Денверс злітає в космос і спрямовує корабель зі скруллами в глибини Всесвіту.
За якийсь час Ф'юрі розробляє ініціативу, покликану захистити Землю від іншопланетних загроз. Побачивши напис на фото літака Денверс (позивним Керол у ВПС США було «Месниця»), він дає їй назву «Месники». Нік через завдані флеркеном рани втратив око, проте лишає Гусю в себе. Він не видає, що Тесеракт знаходиться всередині флеркена, а щодо ока вигадує ніби втратив його у битві з кріанцями.

### Сцени після титрів
У першій сцені після титрів, дії якої відбуваються в наш час, Стів Роджерс, Наташа Романова, Брюс Беннер і Джеймс Роудс аналізують пейджер, який Ф'юрі активував перед своєю смертю, коли прибуває Денверс і запитує їх: «Ф'юрі живий?». У другій сцені після титрів, дії якої відбуваються у 1995, Гуся прослизає в кабінет Ф'юрі, застрибує на його стіл і відригує Тесеракт.

## У ролях

### Акторський склад
- Брі Ларсон — Верс / Керол Денверс / Капітан Марвел:

Колишня льотчиця Повітряних сил США і член елітного військового підрозділу кріі під назвою Зоряна сила. Її тіло ввібрало енергію вибуху іншопланетного пристрою, що наділило її надлюдськими силами, здатністю генерувати енергію та літати. Ларсон описала Денверс «віруючою у правду і справедливість» та «мостом між Землею і космосом», яка має балансувати свою «безпристрасну» сторону кріі, котра є «неперевершеним бійцем», з «недосконалою» людською половиною, котра є «річчю, над якою вона взяла верх в підсумку». Ларсон також назвала Денверс агресивною, імпульсивною та завойовницькою — атрибути, які допомагають їй в бою, але виявляються недоліками персонажу. Кевін Файгі, президент Marvel Studios, сказав, що Ларсон отримала роль тому, що вона володіє можливістю врівноважувати величезні сили персонажа з її людяністю. Стосовно занепокоєння щодо надто молодого віку Ларсон (якій було 26 років, коли її затвердили на роль) для зображення Денверс, досвідченої льотчиці, перший сценарист Ніколь Перлман проконсультувалася з Повітряними силами, де сказали, що це можливо для когось «дуже далеко зайти» у віці від 28 до 34. Ларсон тренувалася протягом дев'яти місяців для підготовки до ролі, вивчаючи дзюдо, бокс і боротьбу. Вона також відвідала авіабазу «Нелліс» і зустрілася з пілотами на дійсній службі, включаючи бригадного генерала Джинні Лівітт та пілота «Буревісників» майора Стівена Дел Баньо під час підготовки до ролі. Маккенна Грейс зображує 13-річну Керол Денверс, а Лондон Фуллер зображує її як 6-річну.
- Семюел Л. Джексон — Ніколас Джозеф Ф'юрі:

Майбутній керівник організації Щ. И.Т., який в цей час є бюрократом низького рівня. Ф'юрі не носить свою характерну пов'язку на оці, оскільки дії фільму відбуваються у 1990-х, до того як він втратив око. Файгі пояснив, що Денверс є першим супергероєм з яким стикнувся Ф'юрі, що ставить його на шлях, який веде до того, де персонаж знаходиться в сучасному КВМ. Джексон описав Ф'юрі в цей момент часу як штабного працівника, який ще не став цинічним до бюрократії і який дізнається у фільмі, що є могутні істоти, які можуть допомогти справі Щ.И.Т.. Джексон додав, що довіра до Денверс грає ключову роль у його розвитку, оскільки вони стають «земляками» протягом фільму. За допомогою комп'ютерної графіки, Джексона «омолодили» на 25 років — перший раз, коли Marvel зробили це для всього фільму.
- Бен Мендельсон — Талос / Келлер:

Лідер скруллів під час вторгнення на Землю, який працює під прикриттям в Щ.И.Т. як бос Ф'юрі, Келлер. Як і всі скрулли, здатний імітувати вигляд, голос та нещодавні спогади людей. Мендельсон описав людську особу Талоса «стриманою» у порівнянні з «більш невимушеною» особою скрулла. Мендельсон проводив розмежування між ними двома використовуючи американський акцент, натхненний політиком Дональдом Рамсфельдом, в людській подобі, і свій рідний австралійський акцент для Талоса; він був обраний після «дуже тривалого обговорення» через те, що Мендельсон назвав «земною коректністю». Накладення гриму і протезування, необхідні для зображень Талоса, займало «кілька годин». Виконавчий продюсер Джонатан Шварц додав, що «це дуже приємно похизуватися як силою скрулла, так і напрямом Бена, як актора, тому що він дуже відрізняється у всіх цих частинах».
- Джимон Гонсу — Корат:

Найманець кріі та заступник командира Зоряної сили. Гонсу пояснив, що Корат перебував «в періоді становлення» під час фільму в порівнянні з його появою у «Вартових галактики» (2014), але «все тієї ж машиною, позбавленою почуття гумору».
- Лі Пейс — Ронан Обвинувач:

Високопоставлена особа кріі. У порівнянні з його появою у «Вартових галактики», Ронан ще не є «радикальним фанатиком», і його роль у війську кріі перетинається з Зоряною силою «цікавим чином».
- Лашана Лінч — Марія Рамбо:

Одна з найдавніших друзів Денверс та льотчиця Повітряних сил, яка має позивний «Фотон». Вона є матір'ю-одиначкою доньки Моніки Рамбо. Лінч описала Рамбо «стійкою» і тією, «до кого ви не відчуваєте, що їй потрібна допомога». Ларсон назвала Рамбо «представленням любові» у фільмі та «неймовірно крутою». Вона описала дружбу між Денверс і Рамбо як рівноправною, з «грайливою конкурентоспроможністю [і] взаємною повагою». Як і Ларсон, Лінч зустрічалася з пілотами на дійсній службі для підготовки до ролі. Зокрема, Лінч зустрілася з льотчицями, які також є матерями, як і її персонаж. Лінч була рада зобразити персонажа, котрим аудиторія може пишатися і до якого може віднести себе, особливо матері та члени чорної громади, допомагаючи продовжувати «справжню прозорість» для афроамериканських персонажів КВМ після «Чорної пантери» (2018).
- Джемма Чан — Мінн-Ерва:

Снайпер кріі та член Зоряної сили. Чан пояснила, що Мінн-Ерва була «зіркою Зоряної сили» перед приєднанням Денверс і їй «трохи загрожує той, хто прийшов і є дуже талановитим».
- Аннетт Бенінг — Абсолютний інтелект[en] і Мар-Велл / доктор Венді Лоусон[35]:

Штучний інтелект, який є колективним втіленням найвидатніших умів кріі, і правитель їхньої імперії. Абсолютний інтелект постає в різних формах і виглядає як доктор Венді Лоусон для Верс. Джуд Лоу констатував, що кожен член Зоряної сили має «особливі відносини» з Абсолютним інтелектом, і вважає, що він є свого роду «релігійним фанатиком», тому що «у нього є свого роду божественне відчуття мети через його відносини з цією великою істотою». Бенінг також зображує доктора Венді Лоусон, замасковану Мар-Велл, колишню боса Керол і вчену кріі, яку шукають скрулли.
- Кларк Грегг — Філ Колсон:

Агент-новачок Щ.И.Т.а, який тісно співпрацює з Ф'юрі. Грегг заявив, що Колсон буде молодше у фільмі та «трохи новим хлопцем в Щ. И.Т.… Це найраніше коли ми побачимо його [у КВМ], так що, коли він каже: „Містер Старк, я не вперше на родео“ в „Залізній людині“ (2008), це може бути тим родео, про яке він говорив». Він відчув, що «було щось справді особливе, повертаючись до ранніх днів, коли [Колсон] лише підіймався по кар'єрних сходах» і доклав зусиль, щоб зобразити Колсона «трохи менше досвідченим і виснаженим», яким він є в теперішньому КВМ. Відповідаючи на той факт, що Колсон зіткнувся з кріі в телесеріалі КВМ, «Агенти Щ.И.Т.», Шварц заявив, що в «Капітані Марвел» кріі ще не є «частиною його словникового запасу» і фільм «орієнтується на ньому такому, який він є, тому нам не потрібно турбуватися про те, з чим він збирається зустрітися пізніше». Також у фільмі зображується перша зустріч Колсона з Ф'юрі. Як і Джексона, Грегга «омолодили» на 25 років за допомогою комп'ютерної графіки — перший раз, коли Marvel зробили це для всього фільму.
- Джуд Лоу — Йон-Роґґ[en][19][40]:

Командир Зоряної сили та наставник Денверс, який навчає її використовувати нові сили. Лоу сказав, що його персонаж «вірує в божественне наставництво народу кріі, тому він майже благочестивий воїн — беззаперечний, консервативний, але натхненний». Лоу також заявив, що його персонаж має особливі стосунки з Денверс, яку він розглядає як підопічну, котра стає джерелом напруженості у фільмі з іншими членами Зоряної сили. Роберт Дауні-молодший, який зображає Тоні Старка в інших фільмах КВМ і котрий знімався з Лоу у «Шерлоку Холмсі» (2009) та його сиквелі (2011), порадив йому попрацювати з Marvel, перш ніж Лоу погодився на участь.
На додаток, Альгеніс Перес Сото і Руне Темпе грають Атт-Ласса і Брон-Чара, відповідно, які є членами Зоряної сили; Атт-Ласс є стрільцем команди, а Брон-Чар — «великим, сильним хлопцем, який б'ється кулаками». Роберт Казінскі, Вік Сахей і Чуку Моду з'являються як байкер на прізвисько «Дон», Торфан і Сох-Ларр, відповідно. Колін Форд з'являється як Стів, брат Денверс, а Кеннет Мітчелл грає їхнього батька. Акіра Акбар грає Моніку Рамбо, 11-річну доньку Марії, тоді як Азарі Акбар зображує її 5-річного брата. Кіт Денверс, в коміксах Чуї (названий на честь персонажа «Зоряних воєн» Чубакки), з'являється у фільмі під іменем Гуся на честь персонажа Ніка «Гусака» Бредшоу з фільму «Найкращий стрілець» (1986), і зображується чотирма різними котами, Реджі, Арчі, Ріццо і Гонзо. Кожен кіт був обраний на основі їхніх дій та рис.
Метью «Павук» Кіммел і Стівен Дел Баньо, справжні льотчики Повітряних сил, з'являються в ролі самих себе. Дел Баньо загинув за кілька місяців до виходу фільму. Келлі Сью Деконнік, автор коміксів про Капітана Марвел, має камео, а Стен Лі, співавтор першого Капітана Марвел, з'являється посмертно в ролі самого себе як пасажир поїзда, запам'ятовуючи рядки для його камео в «Тусовниках з супермаркету».
Кріс Еванс, Скарлетт Йоганссон, Марк Раффало і Дон Чідл з'являються як Стів Роджерс, Наташа Романова, Брюс Беннер і Джеймс Роудс в сцені після титрів, яка взята з «Месників: Завершення».

### Український дубляж
- Дистриб'ютор — B&H Film Distibution
- Студія дубляжу — LeDoyen
- Режисер дубляжу — Анна Пащенко
- Перекладач — Олег Колесніков
- Творчий консультант — Мацей Ейман
- Ролі дублювали:
  - Верс / Керол Денверс / Капітан Марвел — Вероніка Літкевич
  - Ніколас Джозеф Ф'юрі — Олександр Шевчук
  - Талос / Келлер — Володимир Терещук
  - Марія Рамбо — Леся Островська
  - Абсолютний інтелект[en] і Мар-Велл / доктор Венді Лоусон — Ірина Дорошенко
  - Моніка Рамбо — Діана Стасюк
  - Філ Колсон — Юрій Кухаренко
  - Корат — Андрій Ісаєнко
  - Мінн-Ерва — Людмила Петриченко
  - Ронан Обвинувач — Михайло Кукулюк
  - Йон-Роґґ — Іван Розін
  - Стів Роджерс / Капітан Америка — Дмитро Лінартович
  - Наташа Романова / Чорна Вдова — Наталя Романько
  - Брюс Беннер / Халк — Роман Чорний
  - Джеймс Родс / Бойова машина — Дмитро Вікулов
  - Норекс — Дмитро Бузинський
  - Стен Лі — Юрій Висоцький

А також: Максим Кондратюк, Олександр Ромашко, Дмитро Тубольцев, Ігор Федірко, Людмила Суслова, Ігор Щербак, Марта Мольфар, Олег Стальчук, Микола Сирокваш, Тетяна Кравченко, Дмитро Нежельський, Мая Ведернікова, Євген Сардаров, Данило Шевченко, Роман Солошенко, Олександр Мартиненко, Борис Український, Любава Берло, Дмитро Шапкін, Єлизавета Кокшайкіна, Вікторія Хмельницька та інші.

## Виробництво

### Розробка
На початок травня 2013 сценарій для фільму про Міс Марвел — прізвисько, яке використовувалося в коміксах для Керол Денверс, перш ніж вона стала Капітаном Марвел — був написаний для Marvel Studios за допомогою їх програми сценаристів. Пізніше цього року, виконавчий продюсер Луїс Д'Еспозіто сказав, що студія цікавиться жіночим супергеройським фільмом і має багато «сильних жіночих персонажів», з яких можна вибрати, поставивши за приклад Капітана Марвел, Чорну вдову, Пеппер Поттс або Пеггі Картер як можливих кандидаток. Кевін Файгі, президент Marvel Studios, сказав, що, якщо Marvel будуть робити жіночий фільм, то він волів би щоб це був новий персонаж в кіновсесвіті Marvel, наприклад Капітан Марвел, для якої могла бути б бути розказана історія походження. У серпні 2014, Файгі заявив, що Чорна пантера і Капітан Марвел є «двома персонажами, які нам подобаються, розробка розпочалася і триває», а також те, що публіка питає про це студію «більше, ніж про „Залізну людину 4“, „Месників 3“… Я думаю, це те, на що ми повинні звернути увагу».
початковий сценарист Ніколь Перлман про створення першого жіночого супергероя Marvel Studios
У жовтні 2014 Файгі анонсував, що прем'єра «Капітана Марвел» відбудеться 6 липня 2018 в рамках Третьої фази фільмів; це був би перший жіночий фільм Marvel. Він сказав, що основою для персонажа «Капітана Марвел» стане версія Керол Денверс, і що фільм перебував у виробництві в студії «майже так довго», як і інші фільми на кшталт «Доктора Стренджа» (2016) або «Вартових галактики» (2014), і одним з головних питань було «з'ясування того, що ми хочемо зробити з нею. Її пригоди дуже життєві, але її сили базуються на космічному світі». Файгі також зазначив, що сценарист та режисер будуть оголошені «досить скоро», і серед претендентів розглядаються жінки-кінематографісти, однак він не може обіцяти, що Marvel «наймуть когось із демографічних груп».
У лютому 2015, Marvel пересунули дату випуску на 2 листопада 2018. На початку квітня Файгі оголосив, що Капітан Марвел була включена в чорнову версію сценарію «Месників: Ера Альтрона» (2015), але була вилучена, оскільки «відчувалося, що це не вдалий час. Ми не хотіли представити її повністю сформованою, літаючою в костюмі, перш ніж ви дізналися, хто вона та як вона з'явилася». Він також зауважив, що Marvel будуть готові оголосити сценаристів фільму «сподіваюсь, через тиждень або два», і в середині квітня, співавтор «Вартових галактики» Ніколь Перлман та співавтор «Думками навиворіт» (2015) Мег Лефов були оголошені сценаристами. Цей дует утворив собою письменницьку команду після того, як вони вразили Файгі своїми роздільними баченнями персонажу, і почав роботу над фільмом протягом місяця. На думку Лефов, жіночий персонаж-супергерой є «чудовим» та складним завданням одночасно, зокрема, через те, наскільки сильним є персонаж, що може призвести до «прокляття Супермена» бути сприйманою як невразлива.
На початку травня, Marvel провели дискусії з Авою Дюверней стосовно місця режисера «Капітана Марвел» або «Чорної Пантери» (2018), що Файгі підтвердив місяць потому, кажучи, що окрім Дювеней він зустрівся з іншими режисерами та очікував ухвалити рішення до середини або кінця 2015. У вересні, Файгі зазначив, що процес кастингу не розпочнеться до 2016, адже «ми пишемо сценарій для фільму, з'ясовуючи, ким ми хочемо бачити Керол Денвер, і якою насправді буде структура фільму та яку роль вона займе в деяких з наших інших фільмів Третьої фази». Продюсер Джеремі Латчам розповів, що «зробити персонажа правильно спочатку є першочерговим завданням. Ми хочемо переконатися, що ми знаємо, хто це, перш ніж ми зможемо почати з'ясовувати, хто має зіграти його». У жовтні 2015, Marvel знову змінили дату випуску, пересунувши її на 8 березня 2019.

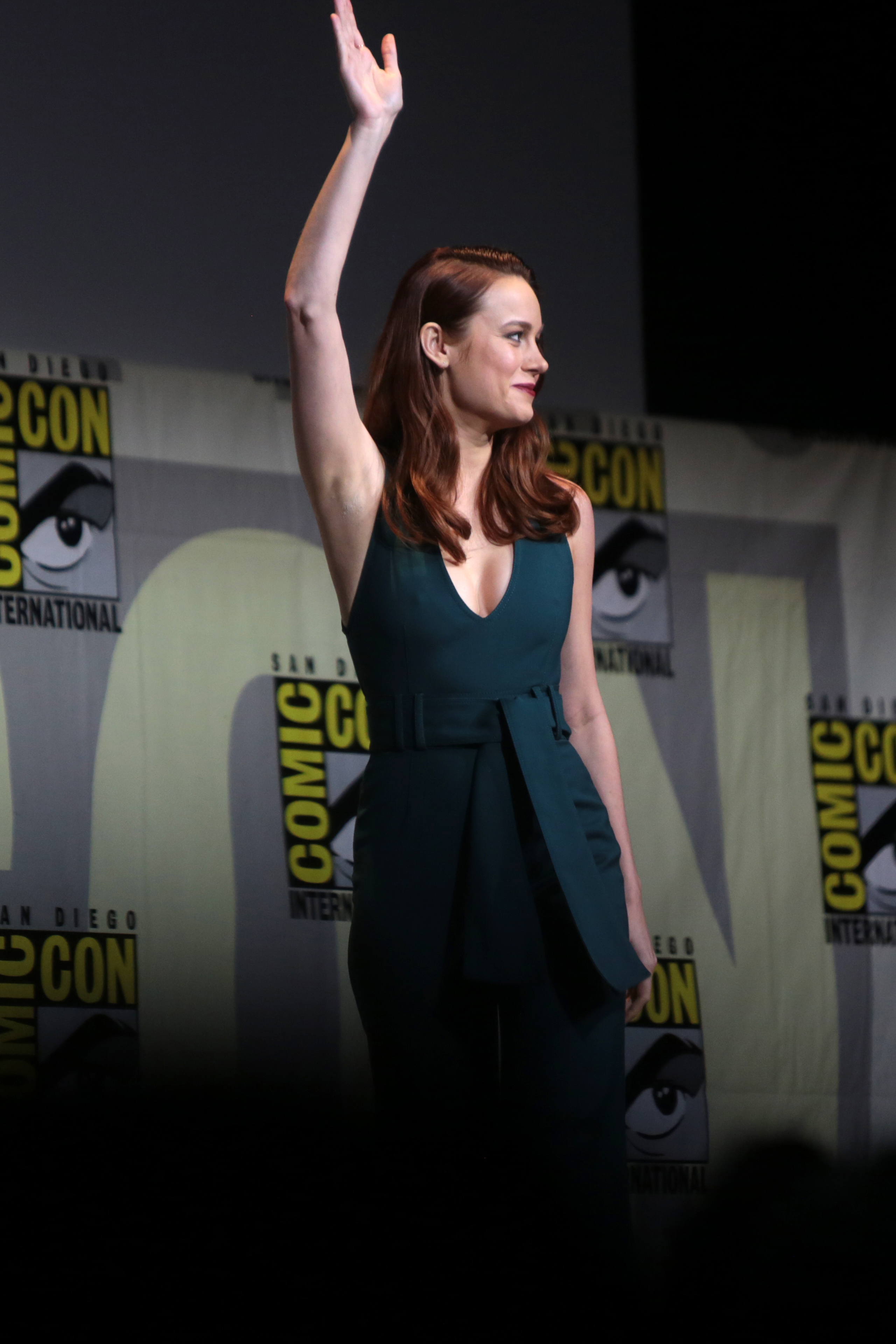
Брі Ларсон під час просування «Капітана Марвел» на San Diego Comic-Con International у 2016.

У квітні 2016, Файгі заявив, що режисера оголосять «в наступні місяць-два», а перших акторів — в середині 2016. Він також зазначив, що фільм розповідатиме про шлях Керол Денверс до становлення Капітаном Марвел. У наступному місяці, незалежну кінематографістку Емілі Кармайкл було оголошено як можливого претендента на місце режисера, а в червні, Брі Ларсон стала головним кандидатом на роль Капітана Марвел. Роль Ларсон була підтверджена на фестивалі San Diego Comic-Con у 2016, за яку вона мала отримати $5 мільйонів. Спочатку Ларсон вагалася прийняти роль, але «не змогла заперечити той факт, що цей фільм — це все, що мені хвилює, все прогресивне, важливе і значуще, а також символ, який я б хотіла мати, коли росла». Вона змогла привнести «деякі з тих [глибоких емоційних] речей», які вона використовувала у більш «драматичних ролях», і це, на її думку, допомогло відокремити «Капітана Марвел» від інших супергеройських фільмів. Також на Comic-Con, Файгі сказав, що пошук режисера був звужений до «короткого списку з 10 [осіб]», і що він сподівається оголосити вибір «до кінця літа».
У серпні, Перлман сказала, що історія походження персонажа змінилася для фільму через подібності до персонажа DC Comics Зеленого ліхтаря, тоді як Файгі відчував, що нова версія була «дуже класним і унікальним способом розповісти» її історію, зосереджену на Денверс, яка шукає свої обмеження та вразливості; він додав, що Денверс буде «безумовно найсильнішим» у фільмах КВМ, а також «дуже важливим персонажем нашого всесвіту». Продюсер Нейт Мур пізніше сказав, що фільм буде уникати традиційної структури багатьох історій походження у КВМ, «коли ви знайомитесь з персонажем, у них виникає проблема, вони отримають сили в кінці першого акту, а в кінці другого вчаться користуватися ними, [тоді як в] третьому акті вони, ймовірно, борються з лиходієм, який має еквівалентні сили», для того, щоб дати аудиторії нові переживання; замість цього, Денверс вже володіє своїми силами на початку фільму.
В жовтні 2016, Файгі визнав, що оголошення режисера займає більше часу, ніж він очікував раніше, і пояснив, що студія тепер чекає «трохи більше історії», щоб вони могли поговорити з потенційними режисерами про це. Знову заявивши про намір найняти жінку-режисера, Файгі сказав, що він не вважає, що це буде вимогою «зробити чудову версію Капітана Марвел, але це те, що ми вважаємо важливим», навіть якщо ця жінка-режисер не знає багато про комікси, оскільки «їм просто треба закохатися [у фільм] коли їм представлять його. Це дивовижно бачити всіх режисерів, які читають [вихідний матеріал], знаючи: „О, тепер його пише жінка“», зокрема говорячи про комікси, написані Келлі Сью Деконнік. Файгі очікував оголосити режисера до кінця 2016; проте, через те, що Перлман та Лефов передали сценарій лише в грудні, додаткові зустрічі з кандидатами на місце режисера були перенесені на початок 2017.
У лютому 2017, Перлман заявила, що, попри те, що її та Лефов найняли майже рік тому, дует тільки нещодавно отримав «накази» стосовно сценарію, зазначивши, що однією з причин затримки було з'ясування, де фільм підійде у КВМ. Перлман також обговорила жіночність характеру, відчуваючи, що важливо переконатися, що вона не «хтось, хто є героєм, попри її жіночність… будучи жінкою є частиною її сили». Сценаристи також уважно поставилися до стежок, які могли б завдати шкоди жіночому, але не чоловічому персонажу, «речі, про які ви не думаєте двічі для Залізної людини, але ви двічі подумаєте стосовно Капітана Марвел».

### Кастинг
співрежисер Анна Боден про головного персонажа фільму
Marvel найняли Анну Боден і Раяна Флека для знімання «Капітана Марвел» у квітні 2017, після того, як дует вражав студію «знову і знову» під час численних зустрічей, коли вони надали своє бачення персонажа, а також через свій досвід роботи на телебаченні та в кіно. Файгі сказав, що він і Marvel були зокрема вражені здатністю Боден і Флека створювати історії з рухомими героями у всіх своїх роботах, додаючи: «Історії, про які вони розповіли, були настільки різноманітними, але незалежно від предмета, вони можуть пірнути в них і зануритися в подорож цього персонажа». Зрештою, Файгі відчув, що фільм «повинен бути про тривимірний, багатошаровий персонаж Керол Денверс. Ви повинні бути в змозі відстежувати та слідувати за нею та відчувати зв'язок з нею в усіх моментах фільму, незалежно від того, скільки візуальних ефектів, космічних кораблів і поганих хлопців заповнюють екран». Знімання планували розпочати у січні 2018 в студії «Пайнвуд», округ Фаєтт, Джорджія, але Файгі сказав, що він не очікував, що вони розпочнуться раніше лютого 2018.
На початку липня 2017, Семюела Л. Джексона було включено до фільму, в якому він повторить свою роль Ніка Ф'юрі. Ларсон, яка знімалася з Джексоном у «Конгу: Острів черепа» (2017), наполягала на присутності Ф'юрі в фільмі. На San Diego Comic-Con у 2017, Файгі розкрив, що дії фільму відбуватимуться у 1990-х і скрулли будуть лиходіями фільму, що відкриває можливість використати елементи з сюжетної арки «Війна кріі та скруллів» (1971). Файгі зазначив, що сетинг 1990-х дозволить Денверс бути «єдиним героєм», водночас даючи їй безумовне місце в часовій лінії КВМ. Виконавчий продюсер Джонатан Шварц сказав, що постановка фільму в 1990-х відбулася «дуже рано в процесі розробки… як спосіб дозволити персонажу викроїти свій простір у кіновсесвіті та дати їй багато тематичної маси та значення для всесвіту». Фільм також зможе зв'язати деталі сюжету з минулими фільмами КВМ, дії яких відбуваються пізніше по часовій лінії. Що стосується елементів «Війни кріі та скруллів», які використовувалися для фільму, Шварц заявив, що будуть представлені деякі параноїдальні елементи, але вони не будуть пов'язані з анти-супергеройським актом, як у коміксах. Він додав, що конфлікт кріі та скруллів є «набагато більше, свого роду, фоном і міфологічним підґрунтям для фільму, ніж прямим натхненням сюжету, як у [»Першому меснику: Протистояння"]. У відповідь на це оголошення, Грем Макмілліан з The Hollywood Reporter порівняв фільм з «Першим месником» (2011) та фільмом Розширеного всесвіту DC «Диво-жінка» (2017), оскільки вони також відбуваються за десятиліття до сьогоднішнього дня. Вибравши сетинг 1990-х, Макмілліан відчув, що це створить питання про те, «що трапилося з Капітаном Марвел, щоб видалити її з ігрового поля перед фільмами Marvel, які ми бачили до цього часу?», і зазначив, що історія Денверс може повторити «розповідь про Капітана Америку», в якій «герой з минулого… зникає зі світу, перш ніж знову з'являється».

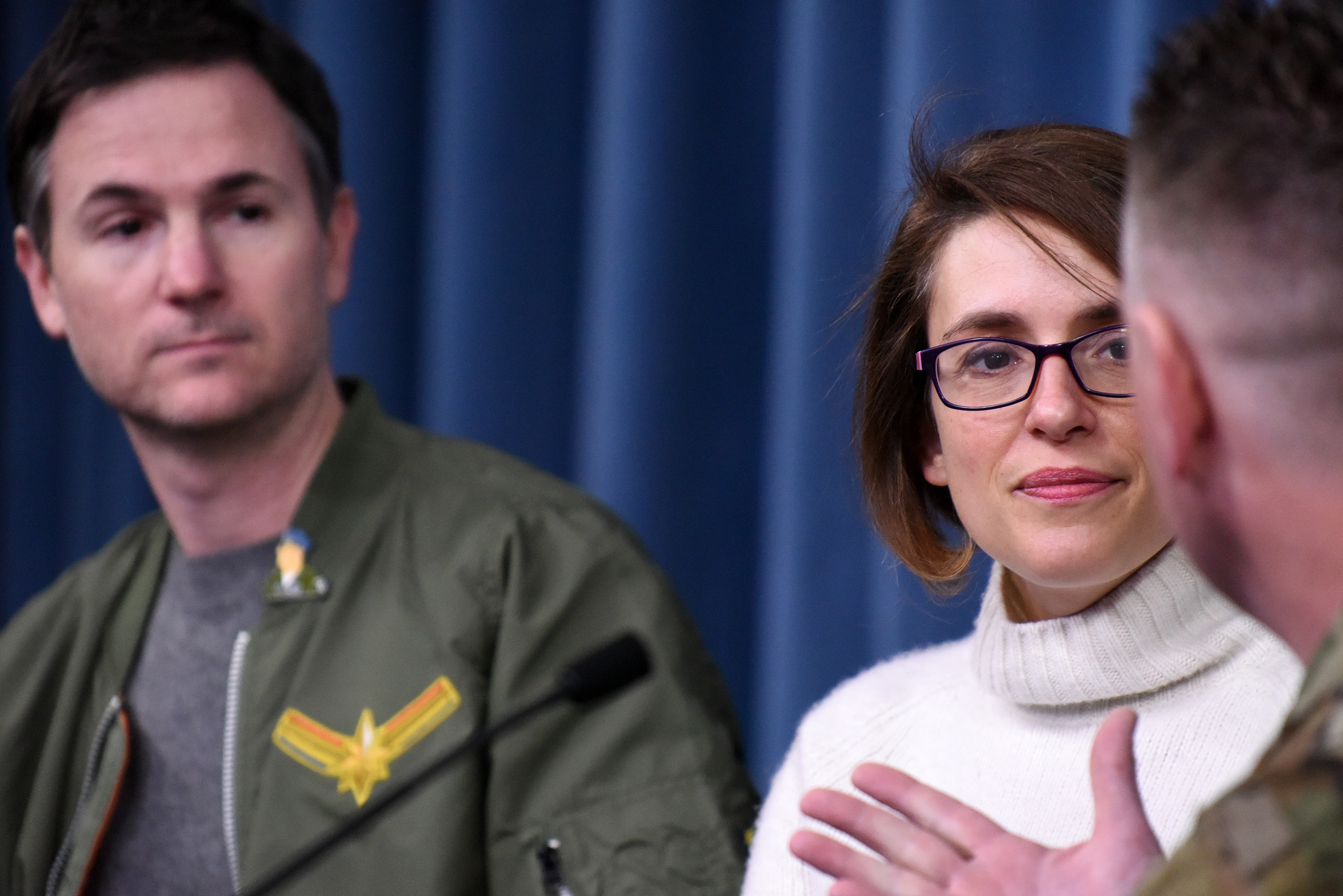
Режисери Райн Флек та Анна Боден виступають у Пентагоні в березні 2019

Крім того, також у липні, Каліфорнійська комісія з кінематографа дала на виробництво податковий кредит в розмірі $20,7 мільйона, наблизившись до перших $100 мільйонів, витрачених на кваліфіковані державні видатки, роблячи Каліфорнію головним місцем для фільмування «Капітана Марвел». Д'Еспозіто назвав це «дуже захопливим», адже штаб-квартира Marvel та об'єкти постпродакшну також знаходяться в штаті, що дозволяє їм оптимізувати виробничий процес для цього та інших фільмів. Присвоєння податкового кредиту залежало від початку знімання протягом 180 днів. Marvel планували витратити $118,6 мільйона на знімання в штаті, за вирахуванням $97,8 мільйона після застосування податкового кредиту. Шварц заявив, що однією з причин, чому Лос-Анджелес був обраний для фільмування, було те, що «не багато великих фільмів знімають в Лос-Анджелесі, так що це дивно відчувається свіжою територією для фільму, подібного до цього. Я думаю, що нам дійсно подобається ідея знімати Лос-Анджелес для Лос-Анджелеса, особливо Лос-Анджелес в 90-х, який настільки специфічний і крутий».
Женева Робертсон-Дворет була найнята Marvel в середині серпня, щоб взяти на себе функції сценариста «Капітана Марвел» після того, як Лефов залишила проєкт, став співрежисером анімаційного фільму «Гігантський» (2020) для Walt Disney Animation Studios. Перлман також полишила проєкт, але заявила, що історія, над якою вона і Лефов працювали в ранніх чорнових сценаріях буде збережена в остаточному сценарію. Робертсон-Дворет описала фільм, як комедійний екшн і уподібнила її сценарій до початкового сценарію, який вона написала для «Розкрадачки гробниць», перш ніж цей фільм отримав драматичніший тон. Вона додала, що всій творчій команді важливо зберігати комедійні елементи фільму та «дуже веселу мову» персонажа, адже Денверс «є однією із самих веселих персонажів коміксів. Вона дуже зухвала, вона дуже розумна, вона не буде терпіти нікого». Робертсон-Дворет також подякувала Боден за допомогу у формуванні позиції Денверс у фільмі та бажання «зробити свій власний шлях і переконатися, що ми не стаємо на ту саму територію [після випуску „Диво-жінки“], і показати всі аспекти того, що здатні жінки». Файгі додав, що «Капітан Марвел» віддасть «шану нашим улюбленим екшн-фільмам 90-х», таким як екшн з «Термінатора 2» (1991), «круті вуличні бої, вуличні перегони та інші подібні веселі речі», оскільки жанр екшну 1990-х був одним з тих, який Marvel Studios ще не випробовували. Він також заявив, що більша частина фільму відбуватиметься у космічному просторі. «Термінатор 2», «Робот-поліцейський» (1987), «Французький зв'язковий» (1971) і «Розмова» (1974) справили вплив на «Капітана Марвел» для Боден і Флека. Говорячи конкретно про «Робота-поліцейського», режисерів приваблювала «ця ідея для персонажа, який знаходить себе і знаходить своє минуле» з цього фільму і як це може поєднатися з історією, яку вони розповідають в «Капітані Марвел». Деконнік і квантовий фізик Спірідон Міхалакіс, з Інституту квантової інформації та речовини в Каліфорнійському технологічному інституті, надали консультації для фільму.
В жовтні, знімання планували розпочати у березні 2018. Файгі сказав, що фільм буде «великою частиною» в становленні «Месників: Завершення», який вийде після «Капітана Марвел». Бен Мендельсон вступив у переговори щодо ролі головного лиходія, що раніше вже працював з Боден та Флеком над їхнім фільмом «Прогулянка по Міссісіпі» (2015). Вони мали його на увазі для ролі лиходія «Капітана Марвел» коли вперше почали працювати над історією цього фільму, і коли вони зустрілися з ним стосовно ролі, Мендельсон «швидко погодився зайнятися» нею. В листопаді, Джуд Лоу перебував у переговорах щодо приєднання до фільму, як повідомлялося в той час, у ролі Волтер Лоусона / Мар-Велла у фільмі. У січні 2018, Деванда Вайз отримала роль Моніки Рамбо, а також було підтверджено отримання ролей Мендельсоном і Лоу.

### Знімання
Натурне знімання розпочали наприкінці січня 2018. На фотографіях зі знімального майданчика, Ларсон була одягнена в зелено-чорну форму, замість характерного червоно-синього костюма персонажа. Файгі відповів на це, кажучи, що Marvel приймає ризик витоку фотографії внаслідок натурних зйомок, і відчув, що «більшість людей достатньо кмітливі, щоб знати, що вони дивляться на закадрові фотографії, повністю поза контекстом». Він додав, що у цьому місті буде знято велику кількість сцен фільму.
Місяцем пізніше, Джемма Чан приєдналася до акторського складу як Мінн-Ерва. У середині березня, Вайз залишила фільм через конфлікт розкладів з її телесеріалом «Їй це конче потрібно». Лашана Лінч вступила у переговори, щоб замінити Вайз наступного дня, і була підтверджена на роль до кінця місяця. В той час, Джимон Гонсу, Лі Пейс і Кларк Грегг приєдналися для повторення своїх відповідних ролей Кората, Ронана Обвинувача і Філа Колсона з попередніх фільмів КВМ; оскільки всі ці персонажі були вбиті у своїх попередніх появах, Річард Ньюбі з The Hollywood Reporter описав фільм як унікальна можливість «посилити присутність [персонажів], які не показали свій повний потенціал». Альгеніс Перес Сото, Руне Темте і Маккенна Грейс також приєдналися до акторського складу, і тоді ж, Marvel додали, що Боден і Флека, а також письменницька команда з Ліз Флаве і Карлі Менш, працювали над сценарієм на додачу до Лефов, Перлман і Робертсон-Дворет.
Основне знімання розпочали 19 березня 2018 у Лос-Анджелесі в студії «Соні» під робочою назвою «Відкритий світ» (англ. Open World), з Беном Девісом як оператор, його четвертий раз на цьому місці у КВМ, після «Вартових галактики», «Месників: Ера Альтрона» та «Доктора Стренджа» (2016). Шварц заявив, що робоча назва «Відкритий світ» була обрана тому, що в той момент, коли їм потрібно було обрати назву, фільм був схожим на «відеогру з відкритим світом багато в чому. Мовляв, це був фільм, у якому може бути багато різних речей». Карнавальна сцена, яка відбувається у 1986 і показує Денверс і Ф'юрі, була знята пізніше того тижня в Гоночному клубові Джима Холла в Окснарді, Каліфорнія. Знімання «Капітана Марвел» у Лос-Анджелесі, разом з іншими великобюджетними фільмами, які скористалися вдосконаленою програмою податкового кредитування, допомогли підвищити місцеве виробництво фільмів у цьому районі на 11,7 % у першому кварталі 2018, в порівнянні з аналогічним періодом у 2017, перше подібне двозначне зростання з четвертого кварталу 2015. У квітні, знімання мало відбутися на озері Шейвер Лейк біля Фресно, Каліфорнія, але було пересунуте на середину травня. Наприкінці квітня, Файгі заявив, що знімання завершене майже наполовину. У наступному місяці, Аннетт Бенінг отримала нерозкриту роль. Додаткове знімання відбулося в районі Лос-Анджелеса та навколо нього, включаючи Сімі-Валлі, авіабазу «Едвардс» і Люцерн-Валлі. Наприкінці червня, виробництво перемістилося до Батон-Ружу та Нового Орлеану, Луїзіана. У доповненні до раніше оголошених сценаристів, Бек Сміт працював над переписами сценарію під час фільмування, провівши рік у програмі сценаристів Marvel. Оскільки Ларсон має алергію на кішок, її сцени з Гусем були зняті з використанням CGI-кішки або реалістичної ляльки. Знімання завершили 6 липня.

### Постпродакшн
Додаткове знімання було підтверджене фотографіями зі знімального майданчика наприкінці листопада 2018. З випуском повноцінного постера на початку грудня 2018, Marvel оновили авторські дані фільму, зазначаючи Перлман та письменницьку команду з Джо Шрапнель та Анною Вотерхаус відповідальними за історію фільму, а Боден, Флека, Робертсон-Дворет і Жак Шеффер відповідальними за сценарій. Раніше у 2018, Шеффер була найнята Marvel для написання сценарію запланованого фільму «Чорна вдова» (2020). Ролі Бенінг і Лоу були офіційно підтверджені в лютому 2019 як Вищий розум і Йон-Роґґ, відповідно. Візуальні ефекти для фільму були створені компаніями Animal Logic, Cantina Creative, Digital Domain, Framestore, Industrial Light & Magic, Lola VFX, Luma Pictures, RISE, Rising Sun Pictures, Scanline VFX і Trixter, тоді як Lola VFX працювала над «омолодженням» Джексона та Грегга.

## Музика
У травні 2018, Кларк Грегг зазначив, що саундтрек до фільму включатиме пісні 90-х. Наступного місяця, Пінар Топрак підписала контракт щодо написання музики до фільму, що зробило її першою жінкою-композитором у КВМ. Топрак сказала, що головною частиною написання музики була музична тема заголовного героя, а пізніше — написання музичних тим для кріі та скруллів, які вона намагалася з'єднати, щоб «знайти всесвіт» для сцен фільму в космосі й на Землі, описуючи сцени на Землі як «веселі». Топрак спробувала розробити музичну тему фільму як таку, «що пізнається з перших двох нот». Вона почала писати музичну тему фільму «наспівуючи ідеї», зрештою придумавши «інтервал мала септима» під час прогулянки, який вона використала як музичну тему фільму. Топрак сказала, що музична тема Денверс «сильна і потужна», але й емоційна, щоб зосередитися на вразливості персонажа.
У квітні 2019 року Марк Сальсидо з сайту Screen Geek стверджував, що Марвел і режисери фільму були незадоволені роботою Топрака над фільмом навіть після того, як вона відреагувала на "достатні" нотатки, і її замінили композитором Майклом Джаккіно. Джаккіно підтвердив свою роботу над фільмом, сказавши що його попросили дати відгук про роботу Торпак в той час, як він працював з Marvel над Людина-павук: Далеко від дому (2019). Він вважав, що Топрак написала "прекрасну і надихаючу тему" для фільму, і допоміг їй працювати над "кількома сигналами", він сказав, що він підтримує її як члена колективу "сім'ї" Marvel. Джаккіно дав зрозуміти, що він "не написав жоден сингл для Капітана Марвел, і сказав, що Топрак — казковий композитор і, звичайно, не потребує мене."

## Випуск
Світова прем'єра «Капітана Марвел» сталася в Лондоні 27 лютого 2019, тоді як в Голлівуді показ відбувся 4 березня 2019. Голлівудська прем'єра містила повітряний парад пілотажної групи ВПС США «Буревісники» на честь їхнього колишнього пілота, майора Стівена Дел Баньо, який консультував Ларсон до фільму перед своєю смертю в аварії на тренуванні у квітні 2018. Прем'єра в Україні відбулася 7 березня 2019, і на наступний день у США в IMAX і 3D, що збігається з Міжнародним жіночим днем. Спочатку, фільм мав вийти 6 липня 2018, але у лютому 2015, дата випуску була пересунута на 2 листопада 2018. У жовтні 2015, прем'єра фільму знову була пересунута на остаточну дату в березні 2019.

### Рекламна кампанія

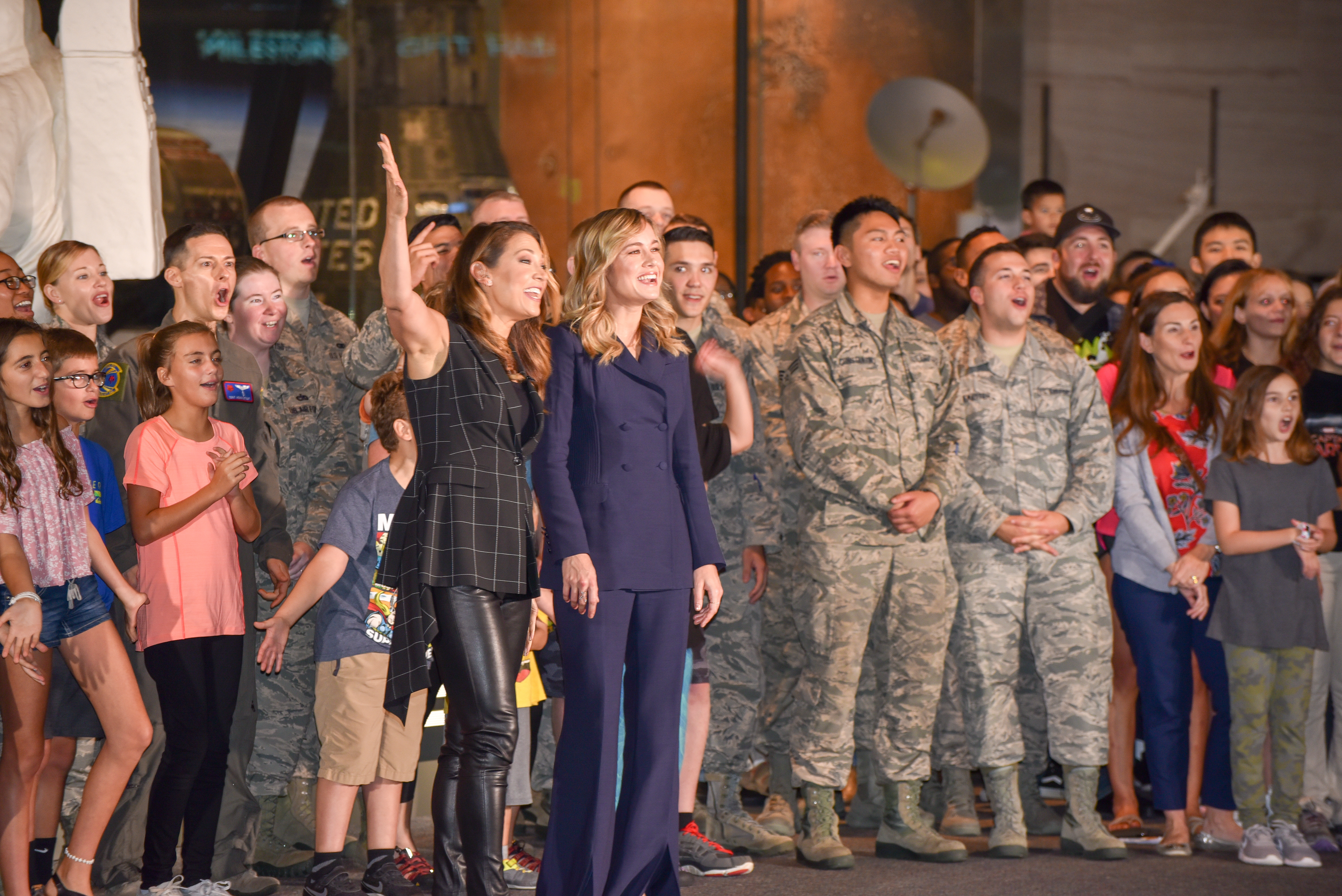
Ларсон з льотчиками вашингтонського округу ВПС та їх сім'ями на показі першого трейлера «Капітана Марвел» в Національному музеї авіації і космонавтики США

У 2017, концепт-арт для фільму було показано на San Diego Comic-Con, а перший погляд на Ларсон в ролі Денверс показали під час виставки CineEurope у червні 2018. Ларсон презентувала трейлер для фільму у вересні того року в Національному музеї авіації та космонавтики США на ранковому телешоу Good Morning America. Петрана Радулович з Polygon відчула, що трейлер показав «великомасштабні дії та міжгалактичний хаос, які досягають висот „Війни нескінченності“», тоді як Бен Кучера, також з Polygon, відчув, що початок трейлеру з Blockbuster Video було «відповідним» та «якірним пострілом», оскільки логотип Blockbuster Video «залишається миттєвим ідентифікатором для великої аудиторії», і зазначив, що сцени з Денверс в якості пілота Повітряних сил «є кивком у бік знаменитого „Найкращого стрільця“», що закликає «до золотої епохи фільмів про льотчиків-винищувачів». Деван Куган з Entertainment Weekly назвав трейлер «потужним введенням у КВМ першого сольного жіночого героя». Грем Макмілліан з The Hollywood Reporter відчував, що виразна розповідь Ніка Ф'юрі «ґрунтує трейлер в чомусь — комусь — знайомому для вірних Marvel», але сказав, що зміни, внесені в історію походження персонажа були «ризикованою пропозицією» для давніх шанувальників персонажа. Річард Ньюбі, також з The Hollywood Reporter, сказав, що трейлер утверджує «величезну міць Капітана Марвел, але також відокремлює її від тих героїв, які прийшли раніше». Ньюбі також зазначив, що незнайомість аудиторії з персонажем не використалося як жарт, як це було з «Вартовими галактики» і «Людиною-мурахою» (2015), і похвалив оператора Бена Девіса за те, що він зробив фільм «відмітним» від, і приземленішим, ніж інші фільми КВМ, над якими він працював. Трейлер отримав деяку критику, у тому числі що представлений сюжет незрозумілий, сум'яття стосовно того, чому Керол б'є кулаком літню жінку, і заперечення стосовно того, що Керол мало посміхається. Трейлер переглянули 109 мільйонів разів за першу добу, роблячи його 11-м найпереглянутішим трейлером протягом цього часу.
Другий трейлер дебютував 3 грудня 2018, під час перерви гри Monday Night Football між «Вашингтон Редскінз» і «Філадельфія Іглс». Макмілліан відчув, що трейлер «виглядає більше, ніж трохи, як ніби хтось приділяв трохи занадто багато уваги інтернет-критиці першого [трейлеру]», називаючи другий трейлер «цікавим для перегляду». Він зазначив, що початкові сцені трейлеру наполегливо уточняють, що літня жінка, яку б'є Керол була скруллом, і затримуються досить довго на певній фразі, щоб показати посмішку Ларсон. Хоча він не був впевнений, що ці моменти були відповіддю на критику, «решта трейлеру відчувається як перероблення першого, з додатковим акцентом на те, як пояснити сюжет і утвердити Керол Данверс як персонажа». Макмілліан також порівняв контент і структуру двох трейлерів «Капітана Марвел» з трейлерами для «Тора» (2011) і «Першого месника». Ньюбі відчув, що другий трейлер «пропонує посилений екшн та поглиблений погляд на міфологію, що оточує» Капітана Марвел, але розкритикував його за те, що він не допоміг представити допоміжних персонажів фільму. У кінцевому підсумку, Ньюбі сказав: «„Капітан Марвел“ виглядає як супергеройська інтерпретація Боден і Флека „Людини з зірки“ (1984) Джона Карпентера. Вибухи, космічні битви та надздібності можуть зібрати натовп, але це моменти людяності та самоаналізу, що дозволять „Капітану Марвел“ залишити свій слід і заохотити аудиторію бути не байдужими до таємниці того, ким вона є». 8 грудня 2018, Ларсон взяла участь в панелі на фестивалі Comic Con Experience, де вона поділилася кадрами з фільму та розширеним трейлером і презентувала ексклюзивний постер для цієї події. 3 січня 2019, журнал BoxOffice показав свій метричний сервіс «Trailer Impact», котрий показав, що приблизно 66-70 % опитаних, які за останні два тижні переглянули трейлер «Капітана Марвел», виявили інтерес до перегляду фільму. Протягом тих двох тижнів, коли він вимірювався «Trailer Impact», він був на другому місті після «Месників: Закінчення», і мав один з найвищих відсоток респондентів за весь час існування сервісу, які висловили зацікавленість переглянути фільм. «Trailer Impact» зазвичай включає до опитувань фільми, які мають вийти за 10 тижнів, тоді як BoxOffice вирішили додати «Капітана Марвел» до опитування за 12 тижнів до випуску.
У січні 2019, платформа для краудфандингу GoFundMe оголосила про запуск #CaptainMarvelChallenge, кампанії з придбання квитків та прохолодних напоїв для дівчаток і їх супутніх в головному відділенні організації Girls, Inc. у Великому Лос-Анджелесі. Кампанія, натхненна успіхом #BlackPantherChallenge, яка зібрала понад $50 тис. доларів для дітей, щоб подивитися «Чорну пантеру», почалася після того, як Брі Ларсон запропонувала у Твіттері провести аналогічну кампанію для «Капітана Марвел». Для престуру фільму, Ларсон зазначила, що вона буде «домагатися представництва у всіх аспектах: мої інтерв'ю, обкладинки журналів, одяг, який я ношу», як частина її підтримки на інклюзивність і протидію сексуальним домаганням в Голлівуді.
У лютому 2019, в ефірі телевізійної трансляції Супербоул показали рекламний ролик для фільму. Брюс Фреттс з The New York Times назвав ролик одним з кращих анонсів під час телевізійної трансляції, заявивши, що «рекламний ролик запроваджує нове гасло — „вище, далі, швидше“ — і дотримується нього з блискавичним монтажем від якого розганяється пульс». CBS запросили $5,25 мільйона доларів за кожну 30-секундну рекламу, що транслювалася під час гри, встановивши рекорд, з $5,2 мільйона доларів у 2018. Крім того, у лютому, Alaska Airlines представила літак Boeing 737-800 з тематикою «Капітана Марвел». На літаку зображений логотип фільму збоку, а також Гусак, кіт з фільму, на крилах літака. Літак дебютував у Міжнародному аеропорту Сіетл-Такома перед своїм першим рейсом до округу Орендж, Каліфорнія.
22 лютого 2019, на YouTube-каналі Marvel Entertainment транслювався прямий ефір з котом Гусем.

#### Промо-матеріали у мережі
- 5 вересня 2018 року, журнал Entertainment Weekly опублікував перший погляд на персонажа Капітан Марвел та кадри з фільму.[152]
- 18 вересня 2018 року, був опублікований офіційний тизер-постер та перший трейлер.[153]
- 3 грудня 2018 було опубліковано повноцінний постер фільму. Також був анонсований другий трейлер, який з'явився на наступний день, під час гри Monday Night Football.[154]

### Домашні мультимедіа
«Капітан Марвел» стане першим фільмом під дистриб'юторством Walt Disney Studios Motion Pictures, який не з'явиться на Netflix, адже Disney вирішили не продовжувати ліцензійну угоду з компанією, і буде першим релізом на їхньому власному стрімінговому сервісі Disney+.

## Сприйняття

### Касові збори
В Україні за перший вік-енд фільм зібрав разом з допрем'єрними показами 39 639 405 грн, посівши перше місце. Наприкінці 2018 фільм був названий IMDb найочікуванішим фільмом 2019, найочікуванішим новим сольним фільмом на основі коміксів і другим найочікуванішим блокбастером 2019 згідно з компанією продажу квитків Fandango, а також другим найочікуванішим супергеройським і загальним фільмом згідно з Atom Tickets. Перші 24 години попереднього продажу квитків, що розпочалися 7 січня 2019, посіли третє місце на Fandango для фільмів КВМ, після «Месників: Війна нескінченності» та «Чорної пантери», і друге — на Atom Tickets, після «Війни нескінченності». За три тижні до свого випуску, офіційне відстеження показало, що фільм дебютує близько $100 мільйонів, однак, за даними Deadline Hollywood, інсайдери сказали, що прогноз додав «плюс-мінус $20 мільйонів» через силу марки Marvel. Згідно з Fandango, попередній продаж квитків для «Капітана Марвел» є третій за величиною серед будь-яких фільмів КВМ, після «Месників: Війни нескінченності» та «Чорна Пантера», і перевершив «Диво-Жінки» та «Аквамена» протягом того ж проміжку часу. За тиждень до випуску, оцінки дебютних зборів зросли до $125-150 мільйонів, а також додаткові $150 мільйонів з інших країн. Фільм зібрав $20,7 мільйона з попереднього перегляду у четвер увечері, п'ятий найвищий показник для фільму Marvel, і другий — за березневий випуск після фільму «Бетмен проти Супермена: На зорі справедливості».
У свій перший день міжнародного випуску, фільм зібрав $5,9 мільйона у Південній Кореї та $1,7 мільйона у Франції, а також $2,51 мільйона від попередніх нічних показів у Китаї, що стало четвертим найкращим результатом для фільму КВМ в країні. За перші два дні випуску на території закордонних країн, фільм зібрав $44 мільйони, у тому числі $9,1 мільйона у Південній Кореї, $3 мільйони у Бразилії, $2,9 мільйона у Франції та $2,5 мільйона в Австралії. Він також зібрав $34 мільйонів в перший день кінопрокату в Китаї — третій найкращий день випуску супергеройського фільму в країні.

### Відгуки
На оглядовому агрегаторі Rotten Tomatoes фільм має рейтинг 79 % на основі 329 відгуків, а середній рейтинг — 6,79/10. Критичний консенсус вебсайту зазначає, що «наповнений екшном, гумором і захопливі візуальні ефекти, „Капітан Марвел“ представляє нового героя КВМ з історією походження, що ефективно використовує фірмову формулу франшизи». Metacritic, який використовує середнє зважене, присвоїв фільму 65 зі 100 балів на основі 52 відгуків критиків, із зазначенням «загалом сприятливі відгуки». Глядачі, опитані PostTrak, дали фільму в середньому 4,5 з 5 зірок і 73 % «безумовно рекомендую».
Ентоні Скотт з The New York Times написав: «Він не надто довгий, не дуже зарозумілий, і виграє від майстерності та таланту акторського складу, що включає в себе Аннету Бенінг, Джуда Лоу і Бена Мендельсона». Кеннет Туран, що писав для Los Angeles Times, похвалив гру Ларсон і режисуру Боден і Флека: «…Як доводить цей фільм, Marvel усвідомили, що навіть [фільми] з важкими ефектами можуть отримати вигоду з режисерського дотику, який є людським, а не програмним, який розуміє персонажа та нюанси та може створювати сцени з емоційною вагою, які ми могли б не очікувати». Пишучи для Variety, Оуен Гліберман також високо оцінив режисуру фільму, сказавши: «Боден і Флек є стриманими американськими неореалістами, і в „Капітані Марвел“ вони ледве зберігають слід свого фірмового стилю. Проте, вони привнесли щось захоплююче, охоплюючи стиль Marvel, і, в межах цього, створюючи історію з достатньою кількістю хитрощів, настрою і спритних шарів, щоб тримати нас чесно поглиненими». Бернард Бу з PopMatters написав: «Крім унікальної позиції фільму з питань ґендерної нерівності, він також є безсоромно веселою, смішною, і розважальною розрадою, яка віддає шанобу 90-м і розширює більшу розповідь КВМ». Річард Ропер з Chicago Sun-Times написав: «Це справжнє задоволення спостерігати як Керол Денверс знаходить її опору і свої крила, так би мовити, водночас Нік Ф'юрі робить перші кроки на шляху до того, щоб стати НІКОМ Ф'ЮРІ».
Протилежно, Тодд Маккарті з The Hollywood Reporter сказав: «Картина не є нудною, якраз, просто повсякденною, відзначеною невмілим задумом, бездарними лиходіями, позбавленим смаку візуальним стилем і відсутністю стрімкості в кожній частині». Девід Ерліх з IndieWire дав фільму оцінку «C-», похваливши гру Ларсон, але називавши його «пересічним приквелом „Месників“» і кажучи: «[Не будучи] ні вибухом з минулого, ні надихаючим поглядом у майбутнє, в кінцевому підсумку це просто ще один фільм Marvel. І не дуже хороший, при цьому». Дж. Р. Кіннард з PopMatters написав: «Зрештою, „Капітан Марвел“ є одним з найнезрозуміліших помилок Marvel. Він адекватно пов'язує кілька незрозумілостей перед виходом „Месників: Завершення“ (у квітні 2019 в США), але не в змозі створити свою власну динамічну ідентичність у великому каноні. Керол Денверс повинна бути цікавішою, і її поява як наймогутнішого супергероя всесвіту має бути більш захопливою». Ігнатій Вишневецький з The A.V. Club назвав фільм розчаруванням, пишучи: «Тут, два персонажі зав'язують неправдоподібне партнерство, шмагають дупи прибульців, роблять деякі банальні жарти, розкривають таємниці, і проходять до висновку, що, можливо, просто можливо, супергерої — це те, що Земля потребує. Це все, що ви могли б очікувати від науково-фантастичного супергеройського фільму, якщо ви не бачили його протягом тривалого часу».
Перед випуском «Капітана Марвел», його оцінка «Хочу побачити» — рейтинг очікування серед аудиторії на агрегаторі Rotten Tomatoes — впала до 28 %. Новинні джерела описали спад як спробу занапастити сторінку негативними коментарями стосовно фільму і його зірки, Ларсон, за їхній передбачуваний фемінізм. Незабаром після цього, Rotten Tomatoes змінили функцію «Хочу побачити», вказавши тільки кількість людей, які виявили інтерес до фільму, а не відсоток. В оголошенні говорилося, що це було частиною великого редизайну сайту, хоча деякі коментатори вважали, що це, ймовірно, було відповіддю на те, що «Капітан Марвел» і інші фільми отримували негативні голоси. До 8 години ранку, в день відкриття в Сполучених Штатах, оцінка фільму серед аудиторії становила 33 % на Rotten Tomatoes, з більш ніж 58 тисячами оглядів — більше, ніж стосовно «Месників: Війна нескінченності» за весь час кінопрокату. Аналітики пов'язують низький бал і величезну кількість відгуків з онлайн-тролінгом. Rotten Tomatoes пізніше заявили, що баг був причиною великої кількості відгуків, і до 1 години дня кількість підрахованих оцінок знизилася до 7 тисяч з оцінкою аудиторії в 35 %. Навіть після релізу, «Капітану Марвел» не вдалося знайти відгук в аудиторії, отримавши рейтинг схвалення аудиторії в 36 % на основі 5,216 тисячі рейтингів користувачів, і середній рейтинг користувачів 2,3/5.

### Нагороди
| Нагорода              | Дата           | Категорії                 | Одержувач                 | Результат    | Дж      |
| --------------------- | -------------- | ------------------------- | ------------------------- | ------------ | ------- |
| MTV Movie & TV Awards | 19 червня 2019 | Кращий герой              | Брі Ларсон                | Номінація    | [ 178 ] |
| MTV Movie & TV Awards | 19 червня 2019 | Краща бійка               | Брі Ларсон vs. Джемма Чан | Перемога     | [ 178 ] |
| Teen Choice Awards    | 11 серпня 2019 | Вибір екшн-фільму         | Капітан Марвел            | В очікуванні | [ 179 ] |
| Teen Choice Awards    | 11 серпня 2019 | Вибір акторки екшн-фільму | Брі Ларсон                | В очікуванні | [ 179 ] |
| Teen Choice Awards    | 11 серпня 2019 | Вибір актору екшн-фільму  | Семюел Л. Джексон         | В очікуванні | [ 179 ] |
| Teen Choice Awards    | 11 серпня 2019 | Вибір злодія фільму       | Джуд Лоу                  | В очікуванні | [ 179 ] |

## Сиквел
У лютому 2019 року Ларсон висловив зацікавленість у включенні персонажа Камали Хан / пані Марвел у продовженні. Раніше Файгі заявив, що планував ввести Хан з КВМ після релізу Капітана Марвела, а Іман Веллані пізніше була обрана для ролі серіалу Дісней + Міс Марвел (2021). У березні Файгі заявив, що має "досить дивовижні" ідеї для продовження "Капітана Марвел", і додав, що можливе продовження може дослідити часовий розрив між кінцем цього фільму і наступною появою Денверс в "Месниках: Завершення". Лашана Лінч висловила зацікавленість у відтворенні ролі Марії Рамбо в такому продовженні. Файгі підтвердив, що фільм розроблявся на Comic-Con у Сан-Дієго у 2019 році. У січні 2020 року Меган Макдоннелл вела переговори щодо написання сценарію фільму. Не очікувалося, що Флек і Боден повернуться режисерами, а студія шукає нову режисерку. Ніа Дакоста була прийнята на посаду режисерки сиквелу в серпні 2020 року. У грудні 2020 року було оголошено, що Веллані повторить свою роль Хан у фільмі разом з Тейоною Перріс як доросла Моніка Рамбо, повторивши цю роль із серіалу Disney + ВандаВіжен (2021). Прем'єра «Марвелів» в Україні відбудеться 10 листопада 2022 року.